# Aemocia ichthyosomoides
Aemocia ichthyosomoides là một loài bọ cánh cứng trong họ Cerambycidae.